# Pletholax
Pletholax — рід геконоподібних ящірок родини лусконогових (Pygopodidae). Представники цього роду є ендеміками Австралії.

## Види
Рід Pletholax нараховує 2 види:
- Pletholax edelensis Storr, 1978
- Pletholax gracilis (Cope, 1864)

## Етимологія
Наукова назва роду Pletholax походить від сполучення слів дав.-гр. πληθω — бути повним і лат. laxus — просторий, широкий.